# Зарічний (Нерчинський район)
Зарі́чний (рос. Заречный) — селище у складі Нерчинського району Забайкальського краю, Росія. Адміністративний центр Заріченського сільського поселення.

## Населення
Населення — 969 осіб (2010; 995 у 2002).
Національний склад (станом на 2002 рік):
- росіяни — 98 %